# Contratación
Contratación è un comune della Colombia facente parte del dipartimento di Santander.
L'abitato venne fondato nel 1861.